# Lacrosse-Europameisterschaft 2012

Offizielles Logo

Die 10. Lacrosse-Europameisterschaft 2012 (engl.: European Championships Lacrosse 2012, EC12) fand vom 21. bis 30. Juni in Amstelveen (einem Vorort von Amsterdam), Niederlande statt. Die Meisterschaft wurde unter der Schirmherrschaft des europäischen Lacrosse Verbandes (ELF) und nach den offiziellen Lacrosse-Spielregeln des Lacrosse-Weltverbandes (FIL) ausgetragen.
Im Herrenturnier nahmen 17 Mannschaften teil, die zunächst in drei Gruppen spielten. Aus den Ergebnissen der Gruppenspiele wurden das Viertelfinale, die Play-Ins (Qualifikation zum Viertelfinale) und eine Gruppe für die unteren Plätze gesetzt. Die höchsten Plätze wurden im KO-Verfahren ausgespielt. Die in Play-In-Spielen unterlegenen Mannschaften spielten in einer Gruppen um die Plätze 9 bis 12. Die Plätze 5 bis 8 wurden im KO-Modus unter den Verlierern der Viertelfinals bestimmt.
Im Damenturnier nahmen 12 Teams teil, die in zwei Gruppen à 6 Mannschaften spielten. Die oberen 4 Teams qualifizierten sich für das Viertelfinale, die anderen ermittelten die untersten Plätze untereinander. Alle Plätze wurden nach der Gruppenphase im KO-Verfahren ermittelt.
Europameister wurde sowohl bei den Damen als auch bei den Herren die Mannschaft aus England. Die deutsche Nationalmannschaft belegte bei den Damen den 4. Platz und bei den Herren den 5. Platz. Die Schweizer Mannschaft erreichte bei den Herren wie bei den Damen den 11. Platz. Österreich nahm nur am Damenturnier teil und erreichte dort einen 10. Platz.

## Austragungsorte
Die Lacrosse-Europameisterschaft findet 2012 im Stadtwald A'damse Bos von Amstelveen, Niederlande auf dem Gelände des AH&B Clubs statt. Auf den insgesamt 14 Hockey-Feldern aus Kunstrasen wird die Gesamte Vorrunde der Europameisterschaft ausgetragen. Das Finale wird im naheliegenden Wagener-Stadion ausgetragen.

## Herren

### Modus
Für die Gruppenphase (Round Robin) der Lacrosse-Europameisterschaft wurden die teilnehmenden Mannschaften in drei verschiedenfarbige Gruppen (blau, lila, und grün) eingeteilt. Die grüne Gruppe hat 5 Teams, die anderen beiden Gruppen 6 Teams.
Die Gruppenplatzierungen und die Gruppenmitgliedschaft des Teams bestimmen, welche Spiele die jeweilige Mannschaft danach zu absolvieren hat:
- Blaue Gruppe: die zwei besten Teams gehen direkt in das Viertelfinale. Die anderen vier Teams spielen ein sogenanntes „Play-In“-Spiel, in dem sie im Knock-Out-Modus um den Einzug ins Viertelfinale spielen.
- Lila Gruppe: das erstplatzierte Team zieht ins Viertelfinale ein. Zweit- und drittplatzierte Teams spielen im Play-In um den Einzug ins Viertelfinale. Die letzten drei Teams spielen um die Plätze 13 bis 17
- Grüne Gruppe: das erstplatzierte Team zieht ins Viertelfinale ein. Zweit- und drittplatzierte Teams spielen im Play-In um den Einzug ins Viertelfinale. Die letzten beiden Teams spielen um die Plätze 13 bis 17.

Die Plätze 13 bis 17 werden im Anschluss in einem Gruppenturnier ausgespielt. Die Gewinner der Play-Ins ziehen ins Viertelfinale ein. Die Verlierer dieser Spiele führen untereinander ein Gruppenturnier zur Bestimmung der Plätze 9 bis 12 durch.
In der Finalrunde wird im KO-Modus gespielt. Die Sieger der Viertelfinals ziehen ins Halbfinale ein. Die Verlierer spielen untereinander im KO-Modus um die Plätze 5 bis 8. Die Sieger der Halbfinals ziehen ins Finale ein, die Verlierer spielen um den dritten Platz.
Gespielt wird in vier Vierteln (Quarter) à 20 Minuten. Steht es unentschieden nach 80 Minuten Spielzeit, so gibt es Verlängerung. Gegebenenfalls wird per Golden Goal entschieden, so dass in keinem Spiel ein Unentschieden als Resultat stehen kann.
In den Gruppenspielen erhält der Sieger einen Punkt, der Verlierer keinen. Bei punktgleichen Teams entscheidet die Tordifferenz.

### Gruppenphase
Die Gruppen sind wie folgt besetzt:
| Blaue Gruppe | Lila Gruppe | Grüne Gruppe |
| ------------ | ----------- | ------------ |
| Deutschland  | Belgien     | Frankreich   |
| England      | Italien     | Israel       |
| Finnland     | Schottland  | Norwegen     |
| Irland       | Spanien     | Slowakei     |
| Niederlande  | Schweiz     | Wales        |
| Schweden     | Tschechien  |              |

#### Blaue Gruppe
| Datum                                | Gegner      | Gegner      | Ergebnis                        |
| ------------------------------------ | ----------- | ----------- | ------------------------------- |
| Mittwoch, 20. Juni 2012, 19:30 Uhr   | Niederlande | Deutschland | 8:9 (1:1, 2:3, 2:3, 3:2)        |
| Donnerstag, 21. Juni 2012, 14:30 Uhr | Schweden    | Finnland    | 9:8 (0:1, 1:1, 3:2, 3:3, 2:1)   |
| Donnerstag, 21. Juni 2012, 18:00 Uhr | England     | Irland      | 11:7 (1:1, 6:1, 2:2, 2:3)       |
| Freitag, 22. Juni 2012, 11:00 Uhr    | England     | Finnland    | 18:2 (4:1, 1:1, 5:0, 8:0)       |
| Freitag, 22. Juni 2012, 14:30 Uhr    | Deutschland | Irland      | 12:11 (2:2, 5:1, 1:3, 1:3, 3:2) |
| Freitag, 22. Juni 2012, 18:00 Uhr    | Niederlande | Schweden    | 7:13 (1:2, 2:4, 2:4, 2:3)       |
| Samstag, 23. Juni 2012, 11:00 Uhr    | Deutschland | Finnland    | 9:5 (2:1, 2:2, 3:0, 2:2)        |
| Samstag, 23. Juni 2012, 14:30 Uhr    | England     | Schweden    | 16:6 (2:4, 5:1, 4:1, 5:0)       |
| Samstag, 23. Juni 2012, 18:00 Uhr    | Niederlande | Irland      | 11:7 (2:1, 2:2, 2:4, 5:0)       |
| Sonntag, 24. Juni 2012, 11:00 Uhr    | Schweden    | Irland      | 4:12 (1:2, 2:5, 1:2, 0:3)       |
| Sonntag, 24. Juni 2012, 14:30 Uhr    | England     | Deutschland | 13:6 (2:1, 4:1, 3:2, 4:2)       |
| Sonntag, 24. Juni 2012, 18:00 Uhr    | Niederlande | Finnland    | 3:13 (1:4, 0:3, 2:1, 0:5)       |
| Montag, 25. Juni 2012, 11:00 Uhr     | Deutschland | Schweden    | 13:10 (7:5, 3:2, 2:1, 1:2)      |
| Montag, 25. Juni 2012, 14:30 Uhr     | Finnland    | Irland      | 7:8 (0:1, 1:0, 2:4, 4:2, 0:1)   |
| Montag, 25. Juni 2012, 18:00 Uhr     | England     | Niederlande | 18:4 (7:0, 5:1, 3:3, 3:0)       |

Damit lautet die Abschlusstabelle:
| Platz | Mannschaft  | Spiele | Siege | Niederlagen | Tore  | Punkte |
| ----- | ----------- | ------ | ----- | ----------- | ----- | ------ |
| 1     | England     | 5      | 5     | 0           | 76:25 | 5      |
| 2     | Deutschland | 5      | 4     | 1           | 49:47 | 4      |
| 3     | Irland      | 5      | 2     | 3           | 45:45 | 2      |
| 4     | Schweden    | 5      | 2     | 3           | 42:56 | 2      |
| 5     | Finnland    | 5      | 1     | 4           | 35:47 | 1      |
| 6     | Niederlande | 5      | 1     | 4           | 33:60 | 1      |

Grün hinterlegte Mannschaften haben sich direkt für das Viertelfinale qualifiziert. Blau hinterlegte Teams spielen in Entscheidungsspielen um den Einzug ins Viertelfinale.

#### Lila Gruppe
| Datum                                | Gegner     | Gegner     | Ergebnis                        |
| ------------------------------------ | ---------- | ---------- | ------------------------------- |
| Donnerstag, 21. Juni 2012, 11:00 Uhr | Spanien    | Italien    | 6:12 (1:2, 0:6, 1:3, 4:1)       |
| Donnerstag, 21. Juni 2012, 12:00 Uhr | Tschechien | Belgien    | 27:3 (7:0, 7:2, 6:1, 7:0)       |
| Donnerstag, 21. Juni 2012, 15:30 Uhr | Schottland | Schweiz    | 11:3 (1:1, 4:0, 3:0, 3:2)       |
| Freitag, 22. Juni 2012, 10:00 Uhr    | Tschechien | Spanien    | 11:3 (1:1, 4:0, 3:0, 3:2)       |
| Freitag, 22. Juni 2012, 12:30 Uhr    | Schottland | Italien    | 8:5 (1:1, 1:1, 2:2, 4:1)        |
| Freitag, 22. Juni 2012, 16:00 Uhr    | Schweiz    | Belgien    | 18:4 (4:1, 5:1, 5:2, 4:0)       |
| Samstag, 23. Juni 2012, 10:00 Uhr    | Tschechien | Schweiz    | 16:4 (5:2, 4:0, 5:0, 2:2)       |
| Samstag, 23. Juni 2012, 13:30 Uhr    | Italien    | Belgien    | 15:9 (5:0, 4:2, 3:5, 3:2)       |
| Samstag, 23. Juni 2012, 16:00 Uhr    | Schottland | Spanien    | 16:2 (4:1, 5:1, 4:0, 3:0)       |
| Sonntag, 24. Juni 2012, 10:00 Uhr    | Schottland | Belgien    | 14:0 (6:0, 5:0, 1:0, 2:0)       |
| Sonntag, 24. Juni 2012, 13:30 Uhr    | Spanien    | Schweiz    | 0:13 (0:3, 0:1, 0:5, 0:4)       |
| Sonntag, 24. Juni 2012, 17:00 Uhr    | Tschechien | Italien    | 17:5 (4:1, 6:2, 3:1, 4:1)       |
| Montag, 25. Juni 2012, 10:00 Uhr     | Spanien    | Belgien    | 9:7 (0:2, 5:2, 0:2, 4:1)        |
| Montag, 25. Juni 2012, 12:30 Uhr     | Schweiz    | Italien    | 11:5 (3:1, 3:2, 4:1, 1:1)       |
| Montag, 25. Juni 2012, 13:30 Uhr     | Tschechien | Schottland | 12:13 (0:1, 6:2, 4:4, 1:4, 1:2) |

Damit lautet die Abschlusstabelle:
| Platz | Mannschaft | Spiele | Siege | Niederlagen | Tore  | Punkte |
| ----- | ---------- | ------ | ----- | ----------- | ----- | ------ |
| 1     | Schottland | 5      | 5     | 0           | 62:22 | 5      |
| 2     | Tschechien | 5      | 4     | 1           | 90:27 | 4      |
| 3     | Schweiz    | 5      | 3     | 2           | 49:36 | 3      |
| 4     | Italien    | 5      | 2     | 3           | 42:51 | 2      |
| 5     | Spanien    | 5      | 1     | 4           | 19:66 | 1      |
| 6     | Belgien    | 5      | 0     | 5           | 23:83 | 0      |

Die grün markierte Mannschaft zieht in das Viertelfinale. Die blau markierten Mannschaften spielen im KO-Modus um den Einzug in das Viertelfinale. Die rot markierten Mannschaften spielen in einer Gruppe um die Plätze 13 bis 17.

#### Grüne Gruppe
| Datum                                | Gegner   | Gegner     | Ergebnis                   |
| ------------------------------------ | -------- | ---------- | -------------------------- |
| Donnerstag, 21. Juni 2012, 13:30 Uhr | Slowakei | Israel     | 8:11 (3:1, 2:5, 2:2, 1:3)  |
| Donnerstag, 21. Juni 2012, 17:00 Uhr | Wales    | Frankreich | 17:0 (2:0, 5:0, 4:0, 6:0)  |
| Freitag, 22. Juni 2012, 13:30 Uhr    | Israel   | Frankreich | 13:4 (5:0, 5:0, 3:0, 0:4)  |
| Freitag, 22. Juni 2012, 17:00 Uhr    | Norwegen | Wales      | 3:12 (1:2, 1:3, 1:2, 0:5)  |
| Samstag, 23. Juni 2012, 12:30 Uhr    | Norwegen | Frankreich | 11:3 (2:1, 3:0, 2:1, 4:1)  |
| Samstag, 23. Juni 2012, 17:00 Uhr    | Wales    | Slowakei   | 12:6 (2:1, 4:2, 2:1, 4:2)  |
| Sonntag, 24. Juni 2012, 12:30 Uhr    | Norwegen | Israel     | 3:11 (2:1, 0:3, 1:4, 0:3)  |
| Sonntag, 24. Juni 2012, 16:00 Uhr    | Slowakei | Frankreich | 11:10 (5:1, 1:2, 4:2, 1:5) |
| Montag, 25. Juni 2012, 16:00 Uhr     | Norwegen | Slowakei   | 9:10 (2:4, 2:3, 2:2, 3:1)  |
| Montag, 25. Juni 2012, 17:00 Uhr     | Wales    | Israel     | 13:14 (4:2, 3:5, 2:3, 4:4) |

Damit lautet die Abschlusstabelle:
| Platz | Mannschaft | Spiele | Siege | Niederlagen | Tore  | Punkte |
| ----- | ---------- | ------ | ----- | ----------- | ----- | ------ |
| 1     | Israel     | 4      | 4     | 0           | 49:28 | 4      |
| 2     | Wales      | 4      | 3     | 1           | 54:23 | 3      |
| 3     | Slowakei   | 4      | 2     | 2           | 35:42 | 2      |
| 4     | Norwegen   | 4      | 1     | 3           | 26:36 | 1      |
| 5     | Frankreich | 4      | 0     | 4           | 17:52 | 0      |

Die grün markierte Mannschaft zieht in das Viertelfinale ein. Die blau markierten Mannschaften spielen im KO-Modus um den Einzug in das Viertelfinale. Die rot markierten Mannschaften spielen in einer Gruppe um die Plätze 13 bis 17.

### Play-Ins
In vier Entscheidungsspielen wurden neben den vier bereits durch ihre Gruppenplatzierung gesetzten Mannschaften weitere vier Viertelfinalisten bestimmt:
| Datum                         | Mannschaften | Mannschaften | Ergebnis                      |
| ----------------------------- | ------------ | ------------ | ----------------------------- |
| Dienstag, 26. Juni, 11:00 Uhr | Irland       | Slowakei     | 15:3 (6:1, 2:0, 6:1, 1:1)     |
| Dienstag, 26. Juni, 14:30 Uhr | Schweden     | Schweiz      | 14:8 (6:0, 2:3, 1:2, 5:3)     |
| Dienstag, 26. Juni, 17:00 Uhr | Niederlande  | Tschechien   | 9:8 (2:3, 2:1, 3:3, 0:0, 2:1) |
| Dienstag, 26. Juni, 18:00 Uhr | Finnland     | Wales        | 10:4 (4:2, 1:1, 4:1, 1:0)     |

Die siegreichen Mannschaften ziehen ins Viertelfinale ein und sind fett markiert. Die unterlegenen Mannschaften spielen in einer Gruppe die Plätze 9 bis 12 aus.

### Finalrunde
|  | Viertelfinale      | Viertelfinale      |                    |                      | Halbfinale           | Halbfinale |  |  | Finale               | Finale               |
|  |                    |                    |                    |                      |                      |            |  |  |                      |                      |
|  | 27. Juni 18:00 Uhr |                    |                    |                      |                      |            |  |  |                      |                      |
|  | England            | 14                 |                    |                      |                      |            |  |  |                      |                      |
|  | England            | 14                 | 29. Juni 12:00 Uhr |                      |                      |            |  |  |                      |                      |
|  | Finnland           | 5                  |                    |                      |                      |            |  |  |                      |                      |
|  | Finnland           | 5                  | England            | 14                   |                      |            |  |  |                      |                      |
|  |                    |                    | England            | 14                   |                      |            |  |  |                      |                      |
|  |                    | Niederlande        | 5                  |                      |                      |            |  |  |                      |                      |
|  | Israel             | Niederlande        | 5                  | 3                    |                      |            |  |  |                      |                      |
|  | Israel             |                    |                    | 3                    |                      |            |  |  |                      |                      |
|  | Niederlande        | 18                 |                    | 30. Juni - 19:00 Uhr | 30. Juni - 19:00 Uhr |            |  |  |                      |                      |
|  | 27. Juni 14:30 Uhr | 27. Juni 14:30 Uhr | England            | 15                   |                      |            |  |  |                      |                      |
|  | 27. Juni 11:00 Uhr | 27. Juni 11:00 Uhr |                    | Irland               | 5                    |            |  |  |                      |                      |
|  | Schottland         | 11                 |                    |                      |                      |            |  |  |                      |                      |
|  | Schweden           | 12                 |                    |                      |                      |            |  |  |                      |                      |
|  | Schweden           | 12                 | Schweden           | 8                    |                      |            |  |  |                      |                      |
|  |                    |                    | Schweden           | 8                    | Spiel um Platz 3     |            |  |  |                      |                      |
|  |                    | Irland             | 13                 |                      |                      |            |  |  |                      |                      |
|  | Deutschland        | Irland             | 13                 | 12                   | Niederlande          | 10         |  |  |                      |                      |
|  | Deutschland        | 29. Juni 18:00 Uhr |                    | 12                   | Niederlande          | 10         |  |  |                      |                      |
|  | Irland             | 15                 |                    | Schweden             | 11                   |            |  |  |                      |                      |
|  | Irland             | 15                 |                    |                      | 11                   |            |  |  |                      |                      |
|  | 27. Juni 17:00 Uhr | 27. Juni 17:00 Uhr |                    |                      |                      |            |  |  | 30. Juni - 13:00 Uhr | 30. Juni - 13:00 Uhr |

Die Ergebnisse im Detail:
| Datum                         | Bezeichnung                | Mannschaften | Mannschaften | Ergebnis                   |
| ----------------------------- | -------------------------- | ------------ | ------------ | -------------------------- |
| Mittwoch, 27. Juni, 18:00 Uhr | Viertelfinale 1            | England      | Finnland     | 14:5 (5:1, 3:2, 3:0, 3:2)  |
| Mittwoch, 27. Juni, 14:30 Uhr | Viertelfinale 2            | Israel       | Niederlande  | 3:18 (2:2, 1:7, 0:4, 0:5)  |
| Mittwoch, 27. Juni, 11:00 Uhr | Viertelfinale 3            | Schottland   | Schweden     | 11:12 (2:1, 2:5, 6:3, 1:3) |
| Mittwoch, 27. Juni, 17:00 Uhr | Viertelfinale 4            | Deutschland  | Irland       | 12:15 (3:4, 0:7, 5:2, 4:2) |
| Freitag, 29. Juni, 12:00 Uhr  | Halbfinale 1               | England      | Niederlande  | 14:5 (4:2, 3:1, 3:1, 4:1)  |
| Freitag, 29. Juni, 18:00 Uhr  | Halbfinale 2               | Schweden     | Irland       | 8:13 (1:3, 2:3, 1:5, 4:2)  |
| Samstag, 30. Juni, 13:00 Uhr  | Spiel um den dritten Platz | Niederlande  | Schweden     | 10:11 (2:5, 3:1, 2:4, 3:1) |
| Samstag, 30. Juni, 19:00 Uhr  | Finale                     | England      | Irland       | 15:5 (4:0, 4:1, 4:1, 3:3)  |

### Spiele um die Plätze 5 bis 8
Die Plätze 5 bis 8 wurden von den Verlierern des Viertelfinals im KO-Modus ausgespielt. In Halbfinals wurde zunächst darum gespielt, wer um den 5. Platz spielt. Die Verlierer dieser Spiele ermittelten den 7. Platz im Spiel gegeneinander.
|  | 5.–8. Platz Halbfinale | 5.–8. Platz Halbfinale |                      |    | Spiel um den 5. Platz | Spiel um den 5. Platz |
|  |                        |                        |                      |    |                       |                       |
|  | Finnland               | 9                      |                      |    |                       |                       |
|  | Deutschland            | 14                     |                      |    |                       |                       |
|  | 28. Juni 18:00 Uhr     |                        |                      |    |                       |                       |
|  |                        |                        | 29. Juni - 14:30 Uhr |    |                       |                       |
|  | Deutschland            | 19                     |                      |    |                       |                       |
|  |                        | Schottland             | 13                   |    |                       |                       |
|  |                        |                        |                      |    |                       |                       |
|  | Spiel um den 7. Platz  |                        |                      |    |                       |                       |
|  | 28. Juni 14:30 Uhr     | 28. Juni 14:30 Uhr     | Finnland             | 16 |                       |                       |
|  | Schottland             | 19                     | Israel               | 6  |                       |                       |
|  | Israel                 | 6                      |                      |    | 29. Juni - 18:00 Uhr  | 29. Juni - 18:00 Uhr  |

Die Ergebnisse im Detail:
| Datum                           | Bezeichnung                | Mannschaften | Mannschaften | Ergebnis                   |
| ------------------------------- | -------------------------- | ------------ | ------------ | -------------------------- |
| Donnerstag, 28. Juni, 18:00 Uhr | Halbfinale 5.–8. Platz     | Finnland     | Deutschland  | 9:14 (1:3, 3:1, 3:7, 2:3)  |
| Donnerstag, 28. Juni, 14:30 Uhr | Halbfinale 5.–8. Platz     | Schottland   | Israel       | 19:6 (7:0, 3:3, 3:2, 6:1)  |
| Freitag, 29. Juni, 14:30 Uhr    | Spiel um den fünften Platz | Deutschland  | Schottland   | 19:13 (6:2, 5:1, 5:5, 3:5) |
| Freitag, 29. Juni, 18:00 Uhr    | Spiel um den siebten Platz | Finnland     | Israel       | 16:6 (2:2, 2:4, 6:0, 6:0)  |

### Spiele um die Plätze 9 bis 12
Die vier Verlierer der Play-Ins spielten im Gruppenmodus die Plätze 9 bis 12 aus.
| Datum                                | Gegner     | Gegner     | Ergebnis                   |
| ------------------------------------ | ---------- | ---------- | -------------------------- |
| Mittwoch, 27. Juni 2012, 10:00 Uhr   | Slowakei   | Wales      | 2:17 (1:2, 1:4, 0:6, 0:5)  |
| Mittwoch, 27. Juni 2012, 13:30 Uhr   | Schweiz    | Tschechien | 10:11 (1:3, 3:3, 3:4, 3:1) |
| Donnerstag, 28. Juni 2012, 11:00 Uhr | Schweiz    | Slowakei   | 10:8 (1:2, 3:2, 2:3, 4:1)  |
| Donnerstag, 28. Juni 2012, 17:00 Uhr | Tschechien | Wales      | 15:7 (4:2, 4:1, 5:2, 2:2)  |
| Freitag, 29. Juni 2012, 11:00 Uhr    | Wales      | Schweiz    | 8:7 (3:1, 1:5, 2:0, 2:1)   |
| Freitag, 29. Juni 2012, 13:30 Uhr    | Slowakei   | Tschechien | 0:19 (0:6, 0:6, 0:5, 0:2)  |

Damit lautet die Abschlusstabelle:
| Platz | Mannschaft | Spiele | Siege | Niederlagen | Tore  | Punkte |
| ----- | ---------- | ------ | ----- | ----------- | ----- | ------ |
| 9     | Tschechien | 3      | 3     | 0           | 45:17 | 3      |
| 10    | Wales      | 3      | 2     | 1           | 32:24 | 2      |
| 11    | Schweiz    | 3      | 1     | 2           | 27:27 | 1      |
| 12    | Slowakei   | 3      | 0     | 3           | 10:46 | 0      |

### Spiele um die Plätze 13 bis 17
Die Mannschaften der lila und grünen Gruppe, die sich weder für das Viertelfinale noch für das Play-In qualifizieren konnten, spielten untereinander im Gruppenmodus die Plätze 13 bis 17 aus.
| Datum                                | Gegner     | Gegner     | Ergebnis                        |
| ------------------------------------ | ---------- | ---------- | ------------------------------- |
| Dienstag, 26. Juni 2012, 10:00 Uhr   | Norwegen   | Italien    | 5:6 (1:2, 1:0, 1:2, 2:2)        |
| Dienstag, 26. Juni 2012, 13:30 Uhr   | Frankreich | Belgien    | 12:13 (2:2, 6:2, 0:4, 3:3, 1:2) |
| Mittwoch, 27. Juni 2012, 12:00 Uhr   | Belgien    | Norwegen   | 6:12 (0:4, 3:5, 1:0, 2:3)       |
| Mittwoch, 27. Juni 2012, 16:00 Uhr   | Italien    | Spanien    | 7:5 (2:2, 1:1, 1:1, 1:1, 2:0)   |
| Donnerstag, 28. Juni 2012, 10:00 Uhr | Frankreich | Spanien    | 11:10 (3:2, 2:6, 3:1, 3:1)      |
| Donnerstag, 28. Juni 2012, 13:30 Uhr | Italien    | Belgien    | 16:4 (5:0, 3:1, 5:1, 3:2)       |
| Freitag, 29. Juni 2012, 10:00 Uhr    | Spanien    | Belgien    | 11:13 (2:3, 3:5, 3:2, 3:3)      |
| Freitag, 29. Juni 2012, 17:00 Uhr    | Norwegen   | Frankreich | 18:3 (3:0, 1:1, 4:1, 10:1)      |
| Samstag, 30. Juni 2012, 10:00 Uhr    | Italien    | Frankreich | 16:3 (6:0, 6:2, 4:0, 0:1)       |
| Samstag, 30. Juni 2012, 10:00 Uhr    | Norwegen   | Spanien    | 9:3 (2:0, 2:1, 4:0, 1:2)        |

Damit lautet die Abschlusstabelle:
| Platz | Mannschaft | Spiele | Siege | Niederlagen | Tore  | Punkte |
| ----- | ---------- | ------ | ----- | ----------- | ----- | ------ |
| 13    | Italien    | 4      | 4     | 0           | 45:17 | 4      |
| 14    | Norwegen   | 4      | 3     | 1           | 44:18 | 3      |
| 15    | Belgien    | 4      | 2     | 2           | 36:51 | 2      |
| 16    | Frankreich | 4      | 1     | 3           | 29:57 | 1      |
| 17    | Spanien    | 4      | 0     | 4           | 29:40 | 0      |

### Gesamtplatzierung
Die 17 teilnehmenden Mannschaften platzieren sich damit wie folgt:
| Platz | Mannschaft  | Gruppenplatzierung    |
| ----- | ----------- | --------------------- |
| 1     | England     | 1. Platz Blaue Gruppe |
| 2     | Irland      | 3. Platz Blaue Gruppe |
| 3     | Schweden    | 4. Platz Blaue Gruppe |
| 4     | Niederlande | 6. Platz Blaue Gruppe |
| 5     | Deutschland | 2. Platz Blaue Gruppe |
| 6     | Schottland  | 1. Platz Lila Gruppe  |
| 7     | Finnland    | 5. Platz Blaue Gruppe |
| 8     | Israel      | 1. Platz Grüne Gruppe |
| 9     | Tschechien  | 2. Platz Lila Gruppe  |
| 10    | Wales       | 2. Platz Grüne Gruppe |
| 11    | Schweiz     | 3. Platz Lila Gruppe  |
| 12    | Slowakei    | 3. Platz Grüne Gruppe |
| 13    | Italien     | 4. Platz Lila Gruppe  |
| 14    | Norwegen    | 4. Platz Grüne Gruppe |
| 15    | Belgien     | 6. Platz Lila Gruppe  |
| 16    | Frankreich  | 5. Platz Grüne Gruppe |
| 17    | Spanien     | 5. Platz Lila Gruppe  |

## Damen

### Modus
Für die Gruppenphase wurden die zwölf teilnehmenden Nationen in zwei Gruppen (rot und gelb) zu je sechs Mannschaften eingeteilt. Die jeweils ersten vier der Gruppen ziehen ins Viertelfinale ein. Die Fünft- und Sechstplatzierten spielen zusammen mit den Verlierern der Viertelfinals um die Plätze fünf bis zwölf.
Gespielt werden zwei Halbzeiten à 30 Minuten. Im Gegensatz zu den Spielen der Herren ist ein Unentschieden möglich. In der Gruppenphase erhalten die Mannschaften für einen Sieg zwei Punkte, für ein Unentschieden einen Punkt. Bei Punktgleichheit gibt das Torverhältnis den Ausschlag.

### Gruppenphase
| Gelbe Gruppe | Rote Gruppe |
| ------------ | ----------- |
| Finnland     | Deutschland |
| Lettland     | England     |
| Schottland   | Irland      |
| Schweden     | Niederlande |
| Tschechien   | Österreich  |
| Wales        | Schweiz     |

#### Gelbe Gruppe
| Datum                              | Gegner     | Gegner     | Ergebnis         |
| ---------------------------------- | ---------- | ---------- | ---------------- |
| Samstag, 23. Juni 2012, 11:00 Uhr  | Schweden   | Tschechien | 4:18 (2:13, 2:5) |
| Samstag, 23. Juni 2012, 14:30 Uhr  | Lettland   | Finnland   | 2:9 (1:4, 1:5)   |
| Samstag, 23. Juni 2012, 17:00 Uhr  | Wales      | Schottland | 9:4 (4:3, 5:1)   |
| Sonntag, 24. Juni 2012, 10:00 Uhr  | Wales      | Tschechien | 12:8 (6:4, 6:4)  |
| Sonntag, 24. Juni 2012, 14:30 Uhr  | Schweden   | Finnland   | 7:7 (5:2, 2:5)   |
| Sonntag, 24. Juni 2012, 18:00 Uhr  | Schottland | Lettland   | 20:0 (15:0, 5:0) |
| Montag, 25. Juni 2012, 10:00 Uhr   | Wales      | Schweden   | 16:1 (9:1, 7:0)  |
| Montag, 25. Juni 2012, 14:30 Uhr   | Finnland   | Schottland | 0:17 (0:11, 0:6) |
| Montag, 25. Juni 2012, 18:00 Uhr   | Lettland   | Tschechien | 2:15 (0:9, 2:6)  |
| Dienstag, 26. Juni 2012, 10:00 Uhr | Tschechien | Schottland | 7:10 (4:7, 3:3)  |
| Dienstag, 26. Juni 2012, 10:00 Uhr | Lettland   | Schweden   | 5:15 (2:13, 3:2) |
| Dienstag, 26. Juni 2012, 18:00 Uhr | Wales      | Finnland   | 17:0 (12:0, 5:0) |
| Mittwoch, 27. Juni 2012, 11:00 Uhr | Schottland | Schweden   | 17:2 (11:1, 6:1) |
| Mittwoch, 27. Juni 2012, 13:30 Uhr | Tschechien | Finnland   | 18:4 (12:1, 6:3) |
| Mittwoch, 27. Juni 2012, 18:00 Uhr | Wales      | Lettland   | 17:0 (10:0, 7:0) |

Damit lautet die Abschlusstabelle:
| Platz | Mannschaft | Spiele | Siege | Unentschieden | Niederlagen | Tore  | Punkte |
| ----- | ---------- | ------ | ----- | ------------- | ----------- | ----- | ------ |
| 1     | Wales      | 5      | 5     | 0             | 0           | 71:13 | 10     |
| 2     | Schottland | 5      | 4     | 0             | 1           | 68:18 | 8      |
| 3     | Tschechien | 5      | 3     | 0             | 2           | 66:32 | 6      |
| 4     | Schweden   | 5      | 1     | 1             | 3           | 29:63 | 3      |
| 5     | Finnland   | 5      | 1     | 1             | 3           | 20:61 | 3      |
| 6     | Lettland   | 5      | 0     | 0             | 5           | 09:76 | 0      |

Rot hinterlegte Teams spielen um die Plätze 9 bis 12. Grün hinterlegte Mannschaften ziehen ins Viertelfinale ein.

#### Rote Gruppe
| Datum                              | Gegner      | Gegner      | Ergebnis          |
| ---------------------------------- | ----------- | ----------- | ----------------- |
| Samstag, 23. Juni 2012, 10:00 Uhr  | Irland      | England     | 4:26 (2:16, 2:10) |
| Samstag, 23. Juni 2012, 13:30 Uhr  | Schweiz     | Niederlande | 2:17 (1:8, 1:9)   |
| Samstag, 23. Juni 2012, 18:00 Uhr  | Österreich  | Deutschland | 4:17 (2:10, 2:7)  |
| Sonntag, 24. Juni 2012, 10:00 Uhr  | Deutschland | Schweiz     | 17:1 (11:0, 6:1)  |
| Sonntag, 24. Juni 2012, 13:30 Uhr  | Niederlande | England     | 1:23 (0:15, 1:8)  |
| Sonntag, 24. Juni 2012, 17:00 Uhr  | Irland      | Österreich  | 16:3 (9:3, 7:0)   |
| Montag, 25. Juni 2012, 11:00 Uhr   | Schweiz     | England     | 2:23 (2:13, 0:10) |
| Montag, 25. Juni 2012, 13:30 Uhr   | Niederlande | Österreich  | 17:3 (10:1, 7:2)  |
| Montag, 25. Juni 2012, 17:00 Uhr   | Deutschland | Irland      | 14:7 (8:4, 6:3)   |
| Dienstag, 26. Juni 2012, 11:00 Uhr | Österreich  | Schweiz     | 13:5 (8:3, 5:2)   |
| Dienstag, 26. Juni 2012, 13:30 Uhr | Irland      | Niederlande | 6:6 (2:3, 4:3)    |
| Dienstag, 26. Juni 2012, 17:00 Uhr | Deutschland | England     | 3:21 (2:12, 1:9)  |
| Mittwoch, 27. Juni 2012, 10:00 Uhr | Schweiz     | Irland      | 5:20 (4:13, 1:7)  |
| Mittwoch, 27. Juni 2012, 14:30 Uhr | England     | Österreich  | 9:1 (5:0, 4:1)    |
| Mittwoch, 27. Juni 2012, 17:00 Uhr | Niederlande | Deutschland | 6:7 (2:3, 4:4)    |

Damit lautet die Abschlusstabelle:
| Platz | Mannschaft  | Spiele | Siege | Unentschieden | Niederlagen | Tore   | Punkte |
| ----- | ----------- | ------ | ----- | ------------- | ----------- | ------ | ------ |
| 1     | England     | 5      | 5     | 0             | 0           | 102:11 | 10     |
| 2     | Deutschland | 5      | 4     | 0             | 1           | 58:39  | 8      |
| 3     | Niederlande | 5      | 2     | 1             | 2           | 47:41  | 5      |
| 4     | Irland      | 5      | 2     | 1             | 2           | 53:54  | 5      |
| 5     | Österreich  | 5      | 1     | 0             | 4           | 24:64  | 2      |
| 6     | Schweiz     | 5      | 0     | 0             | 5           | 15:90  | 0      |

Rot hinterlegte Teams spielen um die Plätze 9 bis 12. Grün hinterlegte Mannschaften ziehen ins Viertelfinale ein.

### Finalrunde
|  | Viertelfinale      | Viertelfinale      |                    |                      | Halbfinale           | Halbfinale |  |  | Finale               | Finale               |
|  |                    |                    |                    |                      |                      |            |  |  |                      |                      |
|  | 28. Juni 17:00 Uhr |                    |                    |                      |                      |            |  |  |                      |                      |
|  | Irland             | 3                  |                    |                      |                      |            |  |  |                      |                      |
|  | Irland             | 3                  | 29. Juni 15:00 Uhr |                      |                      |            |  |  |                      |                      |
|  | Wales              | 20                 |                    |                      |                      |            |  |  |                      |                      |
|  | Wales              | 20                 | Wales              | 7                    |                      |            |  |  |                      |                      |
|  |                    |                    | Wales              | 7                    |                      |            |  |  |                      |                      |
|  |                    | Schottland         | 4                  |                      |                      |            |  |  |                      |                      |
|  | Niederlande        | Schottland         | 4                  | 5                    |                      |            |  |  |                      |                      |
|  | Niederlande        |                    |                    | 5                    |                      |            |  |  |                      |                      |
|  | Schottland         | 17                 |                    | 30. Juni - 16:00 Uhr | 30. Juni - 16:00 Uhr |            |  |  |                      |                      |
|  | 28. Juni 18:00 Uhr | 28. Juni 18:00 Uhr | England            | 11                   |                      |            |  |  |                      |                      |
|  | 28. Juni 10:00 Uhr | 28. Juni 10:00 Uhr |                    | Wales                | 5                    |            |  |  |                      |                      |
|  | Deutschland        | 12                 |                    |                      |                      |            |  |  |                      |                      |
|  | Tschechien         | 11                 |                    |                      |                      |            |  |  |                      |                      |
|  | Tschechien         | 11                 | England            | 20                   |                      |            |  |  |                      |                      |
|  |                    |                    | England            | 20                   | Spiel um Platz 3     |            |  |  |                      |                      |
|  |                    | Deutschland        | 3                  |                      |                      |            |  |  |                      |                      |
|  | England            | Deutschland        | 3                  | 27                   | Schottland           | 12         |  |  |                      |                      |
|  | England            | 29. Juni 9:00 Uhr  |                    | 27                   | Schottland           | 12         |  |  |                      |                      |
|  | Schweden           | 0                  |                    | Deutschland          | 7                    |            |  |  |                      |                      |
|  | Schweden           | 0                  |                    |                      | 7                    |            |  |  |                      |                      |
|  | 28. Juni 13:30 Uhr | 28. Juni 13:30 Uhr |                    |                      |                      |            |  |  | 30. Juni - 10:00 Uhr | 30. Juni - 10:00 Uhr |

Die Ergebnisse im Detail:
| Datum                           | Bezeichnung                | Mannschaften | Mannschaften | Ergebnis              |
| ------------------------------- | -------------------------- | ------------ | ------------ | --------------------- |
| Donnerstag, 28. Juni, 17:00 Uhr | Viertelfinale 1            | Irland       | Wales        | 3:20 (3:15, 0:5)      |
| Donnerstag, 28. Juni, 18:00 Uhr | Viertelfinale 2            | Niederlande  | Schottland   | 5:17 (2:11, 3:6)      |
| Donnerstag, 28. Juni, 10:00 Uhr | Viertelfinale 3            | Deutschland  | Tschechien   | 12:11 (5:7, 5:3, 2:1) |
| Donnerstag, 28. Juni, 13:30 Uhr | Viertelfinale 4            | England      | Schweden     | 27:0 (19:0, 8:0)      |
| Freitag, 29. Juni, 15:00 Uhr    | Halbfinale 1               | Wales        | Schottland   | 7:4 (4:1, 3:3)        |
| Freitag, 29. Juni, 9:00 Uhr     | Halbfinale 2               | England      | Deutschland  | 20:3 (12:1, 8:2)      |
| Samstag, 30. Juni, 10:00 Uhr    | Spiel um den dritten Platz | Schottland   | Deutschland  | 12:7 (4:4, 8:3)       |
| Samstag, 30. Juni, 16:00 Uhr    | Finale                     | England      | Wales        | 11:5 (9:0, 2:5)       |

### Spiele um Plätze 5 bis 8
Die Plätze 5 bis 8 wurden unter den Verlierern der Viertelfinals im KO-Modus ausgespielt. Zunächst fanden zwei sogenannte „kleine“ Halbfinals statt, deren Sieger dann um den 5. Platz und deren Verlierer um den 7. Platz spielten.
|  | 5.–8. Platz Halbfinale | 5.–8. Platz Halbfinale |                      |    | Spiel um den 5. Platz | Spiel um den 5. Platz |
|  |                        |                        |                      |    |                       |                       |
|  | Irland                 | 12                     |                      |    |                       |                       |
|  | Schweden               | 13                     |                      |    |                       |                       |
|  | 29. Juni 15:00 Uhr     |                        |                      |    |                       |                       |
|  |                        |                        | 30. Juni - 13:00 Uhr |    |                       |                       |
|  | Tschechien             | 20                     |                      |    |                       |                       |
|  |                        | Schweden               | 5                    |    |                       |                       |
|  |                        |                        |                      |    |                       |                       |
|  | Spiel um den 7. Platz  |                        |                      |    |                       |                       |
|  | 29. Juni 9:00 Uhr      | 29. Juni 9:00 Uhr      | Niederlande          | 13 |                       |                       |
|  | Tschechien             | 10                     | Irland               | 12 |                       |                       |
|  | Niederlande            | 6                      |                      |    | 30. Juni - 13:00 Uhr  | 30. Juni - 13:00 Uhr  |

Die Ergebnisse im Detail:
| Datum                        | Bezeichnung                | Mannschaften | Mannschaften | Ergebnis              |
| ---------------------------- | -------------------------- | ------------ | ------------ | --------------------- |
| Freitag, 29. Juni, 15:00 Uhr | Halbfinale 5.–8. Platz     | Irland       | Schweden     | 12:13 (7:6, 4:5, 1:2) |
| Freitag, 29. Juni, 9:00 Uhr  | Halbfinale 5.–8. Platz     | Tschechien   | Niederlande  | 10:6 (3:1, 7:5)       |
| Samstag, 30. Juni, 13:00 Uhr | Spiel um den fünften Platz | Tschechien   | Schweden     | 20:5 (8:0, 12:5)      |
| Samstag, 30. Juni, 13:00 Uhr | Spiel um den siebten Platz | Niederlande  | Irland       | 13:12 (6:8, 7:4)      |

### Spiele um Plätze 9 bis 12
Die Plätze 9 bis 12 wurden unter den nicht für das Viertelfinale qualifizierten Mannschaften im KO-Modus ausgespielt. Zunächst fanden zwei Halbfinals statt, deren Sieger dann um den 9. Platz und deren Verlierer um den 11. Platz spielten.
|  | 9.–12. Platz Halbfinale | 9.–12. Platz Halbfinale |                      |   | Spiel um den 9. Platz | Spiel um den 9. Platz |
|  |                         |                         |                      |   |                       |                       |
|  | Schweiz                 | 6                       |                      |   |                       |                       |
|  | Finnland                | 17                      |                      |   |                       |                       |
|  | 28. Juni 11:00 Uhr      |                         |                      |   |                       |                       |
|  |                         |                         | 29. Juni - 12:00 Uhr |   |                       |                       |
|  | Finnland                | 7                       |                      |   |                       |                       |
|  |                         | Österreich              | 4                    |   |                       |                       |
|  |                         |                         |                      |   |                       |                       |
|  | Spiel um den 11. Platz  |                         |                      |   |                       |                       |
|  | 28. Juni 14:30 Uhr      | 28. Juni 14:30 Uhr      | Schweiz              | 9 |                       |                       |
|  | Österreich              | 13                      | Lettland             | 3 |                       |                       |
|  | Lettland                | 1                       |                      |   | 29. Juni - 9:00 Uhr   | 29. Juni - 9:00 Uhr   |

Die Ergebnisse im Detail:
| Datum                           | Bezeichnung                | Mannschaften | Mannschaften | Ergebnis         |
| ------------------------------- | -------------------------- | ------------ | ------------ | ---------------- |
| Donnerstag, 28. Juni, 11:00 Uhr | Halbfinale 9.–12. Platz    | Schweiz      | Finnland     | 6:17 (5:10, 1:7) |
| Donnerstag, 28. Juni, 14:30 Uhr | Halbfinale 9.–12. Platz    | Österreich   | Lettland     | 13:1 (8:0, 5:1)  |
| Freitag, 29. Juni, 12:00 Uhr    | Spiel um den neunten Platz | Finnland     | Österreich   | 7:4 (4:2, 3:2)   |
| Freitag, 29. Juni, 9:00 Uhr     | Spiel um den elften Platz  | Schweiz      | Lettland     | 9:3 (5:3, 4:0)   |

### Gesamtplatzierung
Die 12 teilnehmenden Mannschaft platzieren sich damit wie folgt:
| Platz | Mannschaft  | Gruppenplatzierung    |
| ----- | ----------- | --------------------- |
| 1     | England     | 1. Platz Rote Gruppe  |
| 2     | Wales       | 1. Platz Gelbe Gruppe |
| 3     | Schottland  | 2. Platz Gelbe Gruppe |
| 4     | Deutschland | 2. Platz Rote Gruppe  |
| 5     | Tschechien  | 3. Platz Gelbe Gruppe |
| 6     | Schweden    | 4. Platz Gelbe Gruppe |
| 7     | Niederlande | 3. Platz Rote Gruppe  |
| 8     | Irland      | 4. Platz Rote Gruppe  |
| 9     | Finnland    | 5. Platz Gelbe Gruppe |
| 10    | Österreich  | 5. Platz Gelbe Gruppe |
| 11    | Schweiz     | 6. Platz Rote Gruppe  |
| 12    | Lettland    | 6. Platz Gelbe Gruppe |

## Organisation

### Eröffnungsveranstaltung
Die Eröffnungsveranstaltung (opening ceremony) fand am 20. Juni, zusammen mit dem Eröffnungsspiel Niederlande gegen Deutschland, statt.

### Sportfestival
Vor und während der gesamten Europameisterschaft traten internationale Teams in einem Sportfestival gegeneinander an, wobei diese Spiele in keine offizielle Wertung eingehen. Neben den freundschaftlichen, sportlichen Wettbewerben werden sogenannte „Clinics“ (Beratungsgruppen) abgehalten, bei denen angesehene Athleten und Trainer ihr Können zur Schau stellen (u. a. mit sogenannten „Stick-Tricks“ oder Schusswettbewerben) und generell versuchen, den Lacrosse-Sport den Zuschauern näher zu bringen.

### Eintrittskarten
Die niederländische, genossenschaftliche Handelskette Primera vertrieb im Auftrag der Veranstalter sämtliche Karten für die Lacrosse-Europameisterschaft 2012, vornehmlich über das Eintrittskarten-Vertriebssystem von Paylogic. Dauerkarten für alle Tage und Spiele kosteten 40 Euro pro Person. Daneben gab es noch Tageskarten für 6 Euro pro Person und Finalkarten zu 25 Euro pro Person.

### Übertragung
Alle Spiele wurden über das kostenpflichtige Internetangebot 247.tv des britischen Mediendienstleisters Horizon angeboten. Einige dieser Spiele enthielten einen Live-Kommentar, Replays und grafische Ausarbeitungen. Ein Abonnement für alle Spiele kostete 25 Euro. Einzelspiele wurden ab 1 Euro online zur Verfügung gestellt. Es ist möglich, von jedem Spiel eine DVD der Begegnung zu erwerben.

### Musik
Die offizielle Hymne der Lacrosse-Europameisterschaft 2012 ist „I Am Alive“ der niederländischen Rockgruppe The Red17.

## Querverweise
- EC12 (en) - Veranstalterseite der Meisterschaft 2012
- ELF (en) - Europäischer Lacrosse Verband zur EC12
- Offizielle Hymne - The Red17: "I Am Alive" auf YouTube